# Arabet Kozhaya
Arabet Kozhaya è un centro abitato e comune (municipalité) del Libano situato nel distretto di Zgharta, governatorato del Nord Libano.